# Clanculus pharaonius
Clanculus pharaonius is een slakkensoort uit de familie Trochidae. De wetenschappelijke naam is gepubliceerd in 1758 door Linnaeus in de tiende editie van Systema naturae.